# Ramah (Colorado)
Ramah es un pueblo ubicado en el condado de El Paso en el estado estadounidense de Colorado. En el año 2000 tenía una población de 220 habitantes y una densidad poblacional de 195 personas por km².

## Geografía
Ramah se encuentra ubicado en las coordenadas 39°7′19″N 104°9′57″O / 39.12194, -104.16583.

## Demografía
Según la Oficina del Censo en 2000 los ingresos medios por hogar en la localidad eran de $29,250, y los ingresos medios por familia eran $48,000. Los hombres tenían unos ingresos medios de $29,167 frente a los $21,667 para las mujeres. La renta per cápita para la localidad era de $15,465. Alrededor del 2,4% de la población estaba por debajo del umbral de pobreza.